# Gentilizio
Gentilizio  deriva dal latino gentilicius, cioè "che concerne la gens", ovvero la stirpe.

## In linguistica
In linguistica, e più precisamente in onomastica, indica correntemente il nome di una famiglia o di una stirpe. Ad esempio Rossi, Biagi, di Savoia, Saxe-Coburg-Gotha e Molnár sono tutti gentilizi (sebbene quelli nobiliari possano anche non essere considerati cognomi in senso stretto). I cosiddetti "cognomi" islandesi in -son e -dóttir non sono invece gentilizi in quanto patronimici.

## Nell'onomastica latina
Nell'onomastica latina antica, viene chiamato gentilizio il secondo dei tre elementi del nome personale costituito dal praenomen (imposto dai genitori pochi giorni dopo la nascita), dal nomen o gentilizio e dal cognomen o soprannome: ad esempio, nel caso di Gaius Iulius Caesar, il gentilizio Iulius sta ad indicare l'appartenenza alla gens Iulia.

## Uso come aggettivo
In italiano gentilizio si usa anche come aggettivo, nello stesso senso di nobiliare o aristocratico, per esempio nelle espressioni stemmi gentilizi  o armi gentilizie, a significare stemmi e armi appartenenti a famiglie con titoli nobiliari.

## Falsi amici in lingua francese e spagnola
In tutta l'area galloromanza e iberoromanza parole derivate da gentilicius indicano il nome degli abitanti della città (quello che nella letteratura linguistica e onomastica italiana è invece l'etnico). La voce spagnola gentilicio (IPA: [xentiˈliθjo]), così come il francese gentilé, sono in realtà dei falsi amici, poiché appunto si usano per indicare gli abitanti di una stessa località.